# Justus-Liebig-Universität Giessen

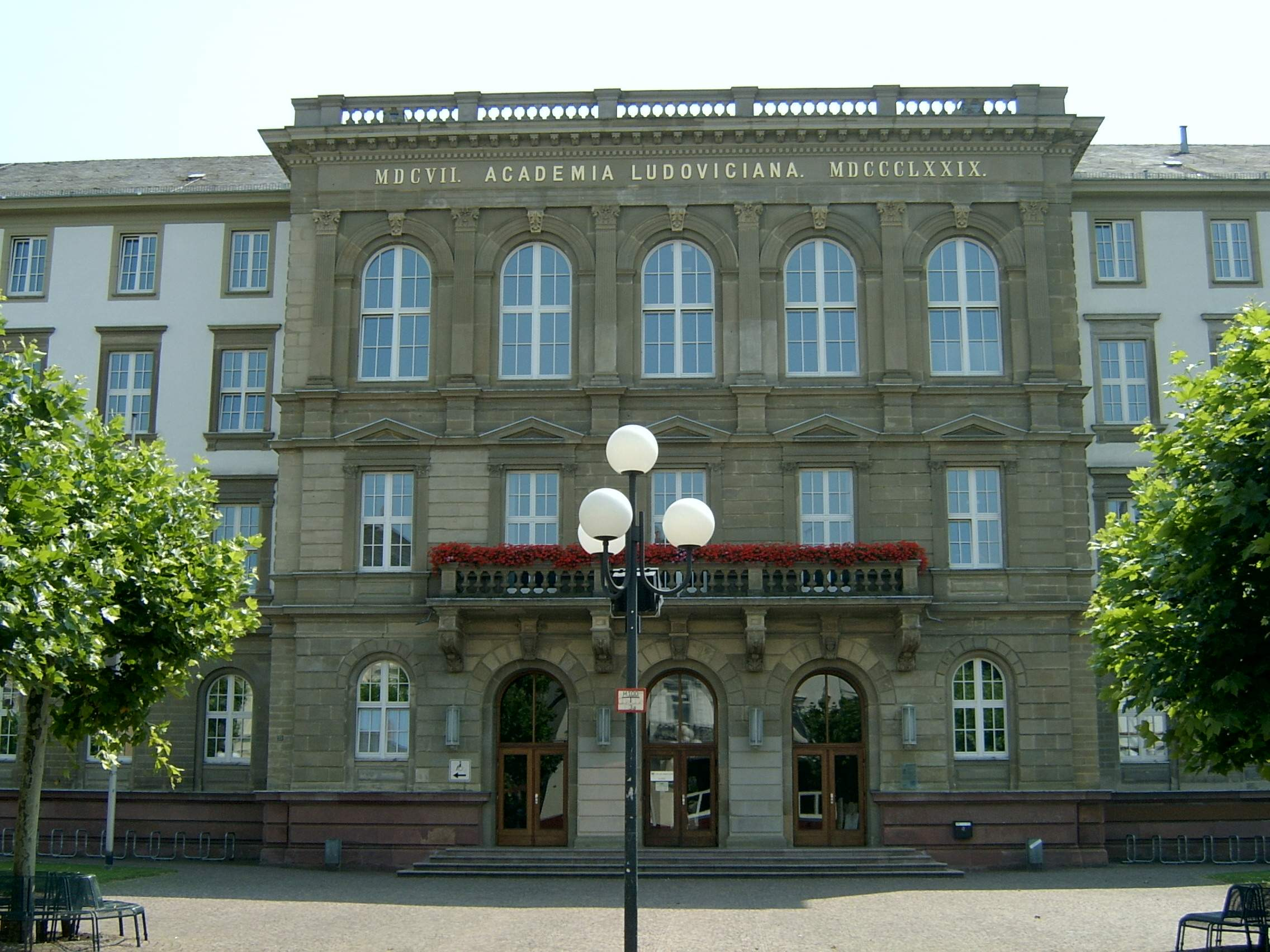
Justus-Liebig-Universität Giessen, huvudbyggnad.

Justus-Liebig-Universität Gießen (JLU) är med över 28 000 immatrikulerade studenter den näst största hessiska högskolan. 
Universitetet i Giessen grundades 1607 av lantgreve Ludvig V av Hessen-Darmstadt och hette fram till 1945 efter sin grundare Ludwigs-Universität (latiniserat Ludoviciana). Efter andra världskriget levde det till att börja med vidare som Hochschule für Bodenkultur und Veterinärmedizin. Som markering av kontinuiteten med det gamla universitet namngavs högskolan efter sin mest berömda vetenskapsman, kemisten Justus Liebig. År 1957 uppnådde den åter universitetsstatus.